# Volta a la Comunitat Valenciana
Volta a la Comunitat Valenciana er et spansk etapeløb som er en del af UCI ProSeries, hvor det er placeret i kategorien 2.Pro. Løbet bliver afviklet i den østlige del af Spanien i regionen Valencia.

## Vindere
| År                                                  | Vinder                   | Toer                         | Treer                      |
| --------------------------------------------------- | ------------------------ | ---------------------------- | -------------------------- |
| Vuelta al Levante                                   |                          |                              |                            |
| 1929                                                | Salvador Cardona         | Valeriano Riera Franco       | Joan Mateu Ribé            |
| 1930                                                | Mariano Cañardo          | Josep Maria Sans Ciurana     | Joan Mateu Ribé            |
| 1931                                                | Fédérico Ezquerra        | Valeriano Riera Franco       | Mariano Cañardo            |
| 1932                                                | Ricardo Montero          | Mariano Cañardo              | Antonio Escuriet           |
| 1933                                                | Antonio Escuriet         | Emiliano Álvarez             | Fédérico Ezquerra          |
| 1934-1939 ikke arrangeret                           |                          |                              |                            |
| 1940                                                | Fédérico Ezquerra        | Diego Cháfer                 | Antonio Escuriet           |
| 1941 ikke arrangeret                                |                          |                              |                            |
| 1942                                                | Julián Berrendero        | Fermo Camellini              | Diego Cháfer               |
| 1943                                                | Francisco Antonio Andrés | Julián Berrendero            | Isidro Bejerano            |
| 1944                                                | Antonio Martín Eguia     | Vicente Miró                 | Delio Rodríguez            |
| 1945-1946 ikke arrangeret                           |                          |                              |                            |
| 1947                                                | Joaquín Olmos            | Agustí Miró i Caballé        | Juan Gimeno                |
| 1948                                                | Emilio Rodríguez Barros  | Ricardo Ferrándiz            | Juan Gimeno                |
| 1949                                                | Joaquim Filba Pascual    | Matías Alemany Enseñat       | Antonio Sánchez Belando    |
| 1950-1953 ikke arrangeret                           |                          |                              |                            |
| 1954                                                | Salvador Botella         | Vicente Iturat               | Bernardo Ruiz              |
| 1955                                                | Francesco Massip         | Mariano Corrales Lausín      | José Segú                  |
| 1956                                                | René Marigil             | Antonio Bertrán Panadés      | José Escolano Sánchez      |
| 1957                                                | Bernardo Ruiz            | Salvador Botella             | Andreu Trobat García       |
| 1958                                                | Hilaire Couvreur         | Joan Escolà                  | Julio San Emeterio Abascal |
| 1959                                                | Rik Van Looy             | Edgard Sorgeloos             | Gilbert Desmet             |
| 1960                                                | Fernando Manzaneque      | Francisco Moreno Martínez    | Jesús Galdeano             |
| 1961                                                | Salvador Botella         | Joaquín Barceló Santonja     | Gabriel Mas                |
| 1962                                                | Fernando Manzaneque      | Antonio Bertrán Panadés      | José Martín Colmenarejo    |
| 1963                                                | José Martín Colmenarejo  | Raúl Rey Fomosel             | Esteban Martín Jiménez     |
| 1964                                                | Antonio Gómez del Moral  | Antón Barrutia Iturriagoitia | Eusebio Vélez              |
| 1965                                                | José Pérez Francés       | José Suria                   | Sebastián Elorza Uría      |
| 1966                                                | Angelino Soler           | José Antonio Momeñe          | José Suria                 |
| 1967                                                | José Pérez Francés       | Angelino Soler               | Eugenio Lisarde            |
| 1968                                                | Mariano Díaz             | Andrés Gandarias Albizu      | Daniel Varela              |
| 1969                                                | Eddy Merckx              | José Manuel López            | Gabriel Mascaró Febrer     |
| 1970                                                | Ventura Díaz             | Jesús Manzaneque             | Joaquim Galera             |
| 1971                                                | José Manuel López        | Luis Ocaña                   | Juan Santiago Zurano Jerez |
| 1972                                                | Domingo Perurena         | Santiago Lazcano             | Tino Tabak                 |
| 1973                                                | José Antonio González    | José Manuel Fuente           | José Luis Abilleira        |
| 1974                                                | Marcello Bergamo         | José Luis Abilleira          | Pedro Torres               |
| 1975                                                | Vicente López Carril     | Santiago Lazcano             | Nemesio Jiménez            |
| 1976                                                | Gonzalo Aja              | Jose Luis Viejo              | Joaquim Agostinho          |
| 1977                                                | Bernt Johansson          | René Leuenberger             | Custodio Mazuela           |
| 1978 ikke arrangeret Vuelta a la Región de Valencia |                          |                              |                            |
| 1979                                                | Vicente Belda            | Bernardo Alfonsel            | Eulalio García Pereda      |
| Vuelta a las Tres Provincias                        |                          |                              |                            |
| 1980                                                | Klaus-Peter Thaler       | Eduardo Chozas               | Jordi Fortià Martí         |
| 1981                                                | Alberto Fernández Blanco | Pedro Muñoz                  | Antonio Coll               |
| 1982                                                | Pedro Muñoz              | Faustino Rupérez             | Bernardo Alfonsel          |
| 1983                                                | Reimund Dietzen          | Stefan Mutter                | Julián Gorospe             |
| Vuelta a la Comunidad Valenciana                    |                          |                              |                            |
| 1984                                                | Bruno Cornillet          | Pello Ruiz Cabestany         | Ángel Camarillo            |
| 1985                                                | Jesús Blanco Villar      | Frits Pirard                 | Seán Kelly                 |
| 1986                                                | Bernard Hinault          | Jesús Blanco Villar          | Jörg Müller                |
| 1987                                                | Stephen Roche            | Jesús Blanco Villar          | Julián Gorospe             |
| 1988                                                | Erich Maechler           | Julián Gorospe               | Jesús Blanco Villar        |
| 1989                                                | Pello Ruiz Cabestany     | Remig Stumpf                 | Charly Mottet              |
| 1990                                                | Tom Cordes               | Erich Maechler               | Rolf Gölz                  |
| 1991                                                | Melcior Mauri            | Steven Rooks                 | Peter Hilse                |
| 1992                                                | Melcior Mauri            | Erik Breukink                | Andrea Chiurato            |
| 1993                                                | Julián Gorospe           | Stefano Della Santa          | Miguel Indurain            |
| 1994                                                | Vjatjeslav Jekimov       | Miguel Indurain              | Tony Rominger              |
| 1995                                                | Alex Zülle               | Laurent Jalabert             | Abraham Olano              |
| 1996                                                | Laurent Jalabert         | Íñigo Cuesta                 | Mariano Rojas              |
| 1997                                                | Juan Carlos Domínguez    | Armand de Las Cuevas         | Christophe Moreau          |
| 1998                                                | Pascal Chanteur          | Bo Hamburger                 | Santos González            |
| 1999                                                | Alekszandr Vinokurov     | Wladimir Belli               | Javier Pascual Rodríguez   |
| 2000                                                | Abraham Olano            | Juan Carlos Domínguez        | José Alberto Martínez      |
| 2001                                                | Fabian Jeker             | Michael Boogerd              | Alekszandr Vinokurov       |
| 2002                                                | Alex Zülle               | Ivan Basso                   | Claus Michael Møller       |
| 2003                                                | Dario Frigo              | David Bernabéu               | Javier Pascual Llorente    |
| 2004                                                | Alejandro Valverde       | Antonio Colom                | David Blanco               |
| 2005                                                | Alessandro Petacchi      | Aitor Pérez                  | Antonio Colom              |
| 2006                                                | Antonio Colom            | Ricardo Serrano              | David Bernabéu             |
| 2007                                                | Alejandro Valverde       | Tadej Valjavec               | Fränk Schleck              |
| 2008                                                | Rubén Plaza              | Manuel Vázquez Hueso         | Xavier Florencio           |
| 2009-2015 ikke arrangeret                           |                          |                              |                            |
| 2016                                                | Wout Poels               | Luis León Sánchez            | Beñat Intxausti            |
| 2017                                                | Nairo Quintana           | Ben Hermans                  | Manuel Senni               |
| 2018                                                | Alejandro Valverde       | Luis León Sánchez            | Jakob Fuglsang             |
| 2019                                                | Jon Izagirre             | Alejandro Valverde           | Pello Bilbao               |
| 2020                                                | Tadej Pogačar            | Jack Haig                    | Tao Geoghegan Hart         |
| 2021                                                | Stefan Küng              | Nelson Oliveira              | Enric Mas                  |
| 2022                                                | Aleksandr Vlasov         | Remco Evenepoel              | Carlos Rodríguez           |
| 2023                                                | Rui Costa                | Giulio Ciccone               | Tao Geoghegan Hart         |
| 2024                                                | Brandon McNulty          | Santiago Buitrago            | Aleksandr Vlasov           |
| 2025                                                | Santiago Buitrago        | João Almeida                 | Pello Bilbao               |